# Bridge of Dochart
Die Bridge of Dochart ist eine Straßenbrücke in der schottischen Ortschaft Killin in der Council Area Stirling. 1971 wurde das Bauwerk als Einzeldenkmal in die schottischen Denkmallisten zunächst in der Kategorie B aufgenommen. Die Hochstufung in die höchste Denkmalkategorie A erfolgte 2006. Die Brücke ist nicht zu verwechseln mit dem nahegelegenen Dochart Viaduct.

## Geschichte
Die Bridge of Dochart wurde im Jahre 1760 erbaut. Nachdem ein Hochwasser Schäden an der Brücke, insbesondere am Hauptbogen, verursacht hatte, war im Jahre 1831 ein teilweiser Neubau vonnöten. Im frühen 19. Jahrhundert bildeten die Falls of Dochart zusammen mit der Brücke, der Insel Inchbuie und dem heutigen Folklore Centre ein bekanntes Motiv für Künstler.

## Beschreibung
Der Bruchsteinviadukt befindet sich am Südrand von Killin. Er überspannt den Dochart nahe den Falls of Dochart mit vier ausgemauerten Segmentbögen. Zusätzlich existieren drei Durchlässe, weshalb auch selten sieben Bögen angegeben werden. Alle Bögen weisen unterschiedliche Weiten auf. Die Bridge of Dochart führt die A827 (Ballinluig–Killin) über den Dochart.